# Konrad Zilch
Konrad Zilch (* 28. August 1944 in Friedewald; † 6. April 2023) war ein deutscher Bauingenieur und Professor für Massivbau und Konstruktiven Ingenieurbau. 

## Werdegang
Konrad Zilch studierte 1964 bis 1969 Bauingenieurwesen an der TH Darmstadt und war dort 1969 bis 1971 wissenschaftlicher Mitarbeiter am Lehrstuhl für Massivbau. 1971 war er in einem Ingenieurbüro und 1971 bis 1973 an der University of California, Berkeley, im Ingenieurbüro von Tung-Yen Lin in San Francisco und an der University of Western Ontario in Kanada. 1973 bis 1979 war er wieder am Institut für Massivbau in Darmstadt, an dem er 1976 promovierte (Zur Berechnung stabilitätsgefährdeter ebener regelmäßiger Windrahmen). 1979 bis 1988 war er leitender Angestellter in der Bauindustrie, habilitierte sich 1982 in Massivbau an der TH Darmstadt und wurde 1988 Professor für Baustatik an der RWTH Aachen. 1993 bis zur Pensionierung 2009 war Zilch ordentlicher Professor für Massivbau an der TU München. Dort war er auch Mitglied der Leitung des Materialprüfungsamtes Bau und des Laboratoriums für konstruktiven Ingenieurbau. Von 1994 bis 2014 war er Herausgeber der Fachzeitschrift Bauingenieur, von 1999 bis 2014 war er Sprecher der Herausgeber.
2009 erhielt er die Emil-Mörsch-Denkmünze. 2005 wurde er Ehrendoktor der TU Darmstadt und 2006 erhielt er die VDI-Ehrenplakette.

## Schriften (Auswahl)
- mit Claus Jürgen Diederichs, Rolf Katzenbach, Klaus J. Beckmann (Hrsg.):  Handbuch für Bauingenieure: Technik, Organisation und Wirtschaftlichkeit, Springer/Vieweg 2013, mehrere Bände
  - Band 1: Grundlagen des Bauingenieurwesens, Band 2: Bauwirtschaft und Baubetrieb, Band 3: Konstruktiver Ingenieurbau und Hochbau, Band 4: Geotechnik, Band 5: Wasserbau, Siedlungswasserwirtschaft und Abfalltechnik, Band 6: Raumordnung und Städtebau, Öffentliches Baurecht, Verkehrssysteme und Verkehrsanlagen
- mit Frank Fingerloos, Josef Hegger: Kurzfassung des EUROCODE 2 für Stahlbetontragwerke im Hochbau, Beuth 2012
- mit Frank Fingerloos, Josef Hegger: Eurocode 2 für Deutschland: DIN EN 1992-1-1 Bemessung und Konstruktion von Stahlbeton- und Spannbetontragwerken. Teil 1-1: Allgemeine Bemessungsregeln und Regeln für den Hochbau mit Nationalem Anhang. Kommentierte und konsolidierte Fassung, Beuth/Ernst und Sohn 2012, 2. Auflage, Ernst und Sohn 2016
- mit Roland Niedermeier, Wolfgang Finckh: Praxisgerechte Bemessungsansätze für das wirtschaftliche Verstärken von Betonbauteilen mit geklebter Bewehrung – Verbundtragfähigkeit unter statischer Belastung, Beuth 2012
- mit Gerhard Zehetmaier: Bemessung im konstruktiven Betonbau. Nach DIN 1045-1 und DIN EN 1992-1-1, Springer 2006
- mit Claus Jürgen Diederichs, Rolf Katzenbach (Hrsg.): Handbuch für Bauingenieure: Technik, Organisation und Wirtschaftlichkeit – Fachwissen in einer Hand, Springer 2001
- Herausgeber: Einführung in die DIN 1045-1: Anwendungsbeispiele, Ernst und Sohn 2001